# Wolfgang Dolesch

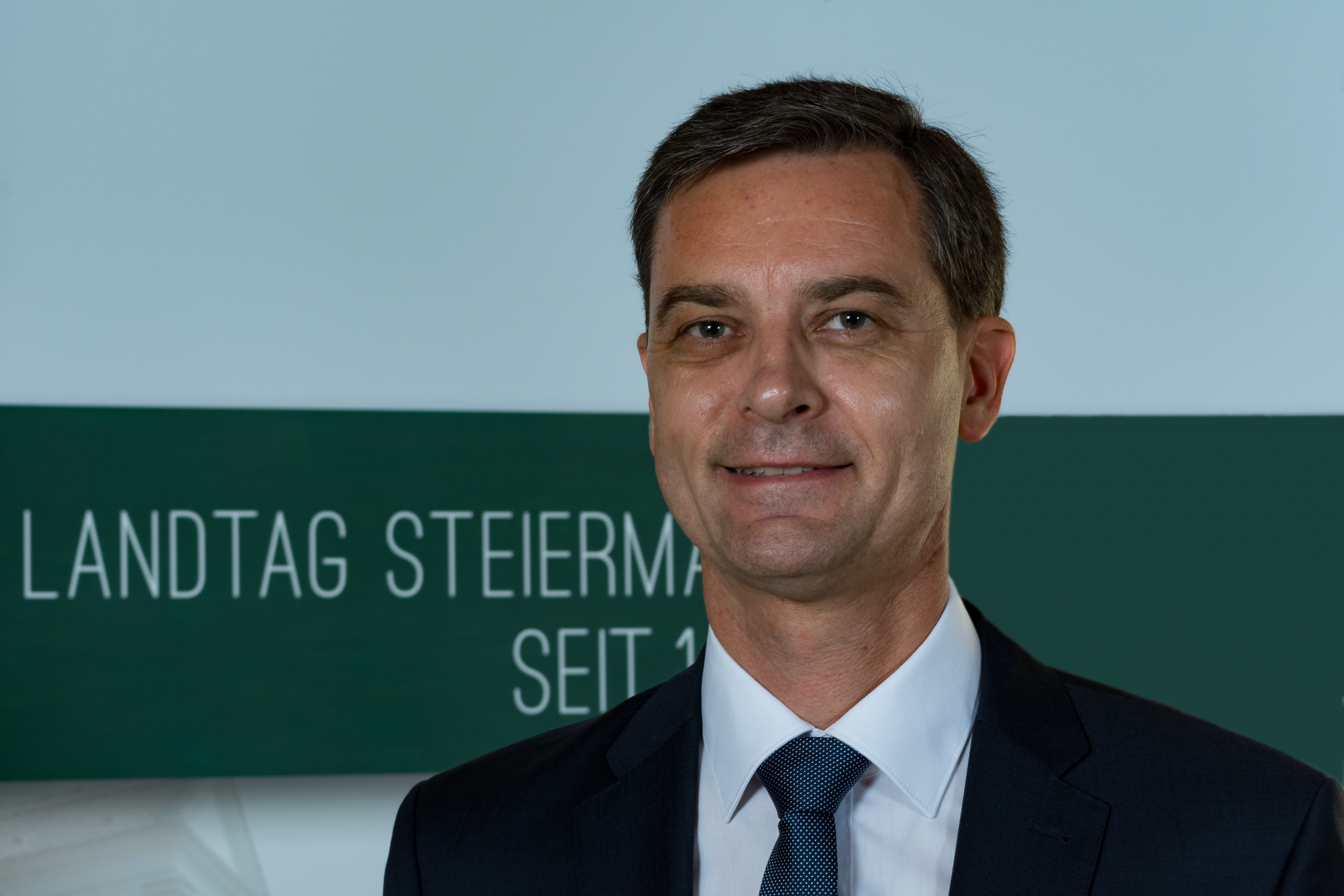
Wolfgang Dolesch, 2016

Wolfgang Dolesch (* 21. Februar 1970 in Hartberg) ist ein österreichischer Politiker (SPÖ) und der amtierende Bürgermeister der Marktgemeinde Neudau. Seit 2014 ist Dolesch Landtagsabgeordneter für die SPÖ im Landtag Steiermark und ist dort Kultur- und Bildungssprecher der Partei.

## Leben

### Ausbildung und Beruf
Dolesch schloss sowohl die AHS-Matura in Hartberg als auch die BHS-Matura in Feldbach ab und schloss ein Lehramts-Studium für höhere Schulen in Geschichte/Sozialkunde und Geographie/Wirtschaftskunde 1996 an der Universität Graz ab. Er absolvierte daraufhin ein Doktoratsstudium in Geschichte an der Uni Graz und promovierte vier Jahre später. Seit 1999 arbeitet Dolesch als Trainer am BFI in Hartberg. Wolfgang Dolesch lebt in Neudau.

### Politische Karriere
Er ist seit 2006 Bürgermeister von Neudau und vertritt die SPÖ seit dem 16. Dezember 2014 im Landtag Steiermark. Dolesch ist zudem Regionalvorsitzender der SPÖ Oststeiermark.